# La Statue voilée
Pour les articles homonymes, voir La Statue (homonymie).
La Statue voilée est un roman de Camille Marbo publié en 1913 par Arthème Fayard et ayant reçu la même année le prix Femina.

## Éditions
- La Statue voilée, éditions Flammarion, 1913.